# プロヴァンス語
プロヴァンス語（プロヴァンスご、古典的表記法:Provençau、ミストラル方式:Prouvençau、フランス語ではProvençal）は、フランス南部プロヴァンスで使用される、オック語の一方言。プロヴァンス＝アルプ＝コート・ダジュール地域圏と、ラングドック＝ルシヨン地域圏の一部で使用される。プロバンス語とも表記される。表記方法としては伝統的に用いられてきた古典的な表記法と19世紀にフレデリック・ミストラルによって確立されたミストラル方式があるが、多くの地方言語のようにいくつかのバリエーションもある。
フランス政府からは公用語として認められていないが、高校などいくつかの教育機関で選択科目として学習できる。現在の話者数は数十万人程度。
なお中世においては、吟遊詩人トルバドゥール等の記述の中で使われているように、「プロヴァンス語」はオック語全体を意味していた。

## 特徴
- 否定文の際、標準フランス語では動詞の前にneを、後にpasを置くが、プロヴァンス語では標準フランス語のneに当たるnounはほとんど用いられず、動詞の後にpasを置くのみである。ただ、標準フランス語でも、会話文ではneの省略が見られる。

## 数
- 1 un(男), uno(女)
- 2 dous(男), dosまたはdouas(女)
- 3 tres
- 4 quatre
- 5 cinq
- 6 sièis
- 7 sèt
- 8 vue
- 9 nòu
- 10 dès

## 関連事項
- フェリブリージュ
- ニサール語